# Video ngành nghề
Video ngành nghề, hay còn gọi là video nghề nghiệp hoặc video công nghiệp, là một đoạn video lấy các "ngành nghề" trong xã hội làm đối tượng khán giả chủ yếu của mình. Đây là một dạng phim được bảo trợ (giống như phim giáo dục) vốn ưu tiên tính thực dụng hơn là giá trị nghệ thuật. Trong khi mục đích chủ yếu của một đoạn phim giáo dục là cung cấp thông tin cho khán giả, thì mục đích của video ngành nghề lại mang tính đa dạng hơn phụ thuộc vào đối tượng khách hàng.

## Mục đích
Video ngành nghề đang ngày càng thông dụng, phổ biến trên thị trường hơn là các bộ phim ngành nghề do chi phí đầu tư thấp hơn trong việc sản xuất nội dung video.

## Phía sau hậu trường

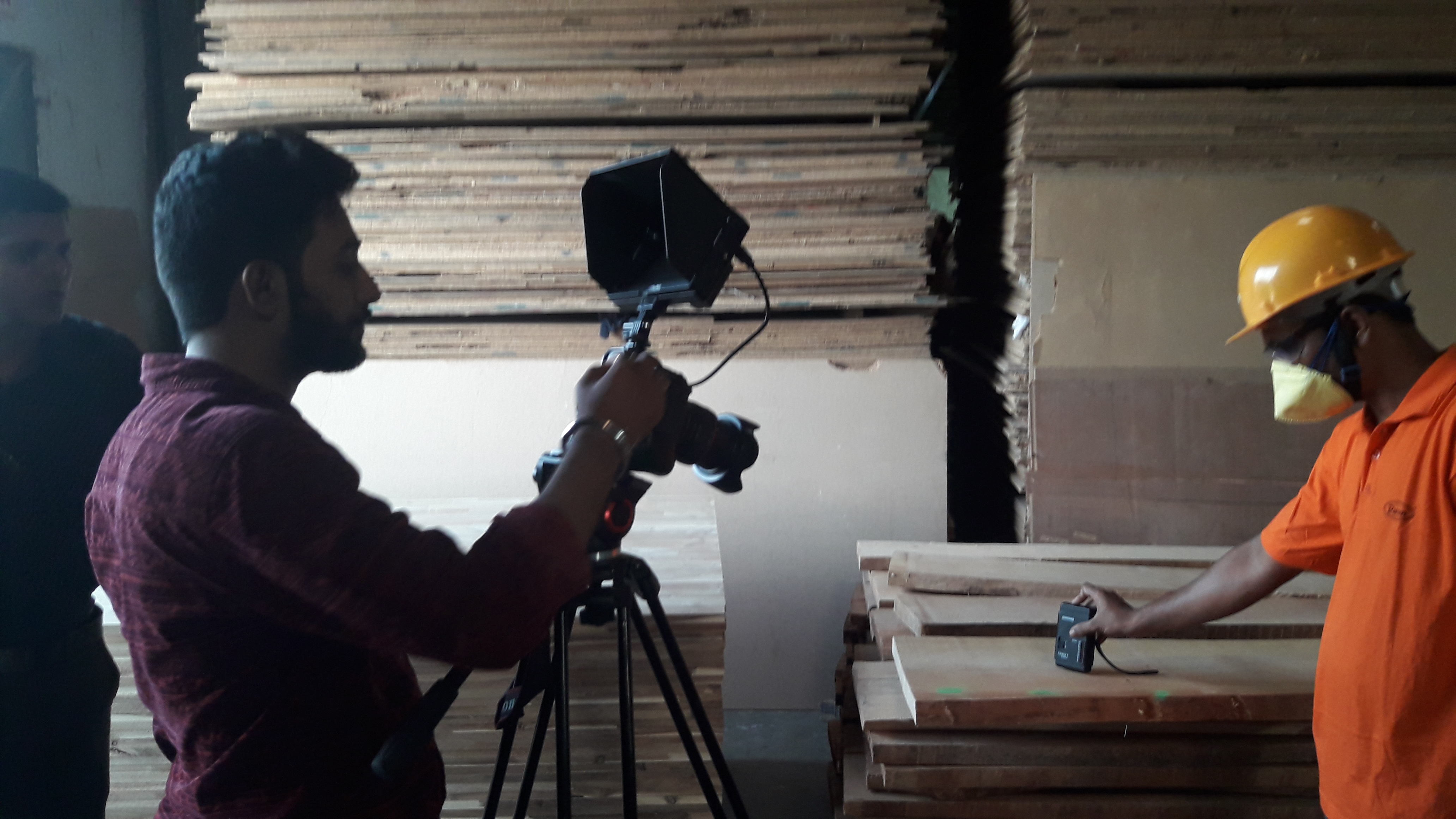
Quay video ngành nghề khi đang trong tiến độ

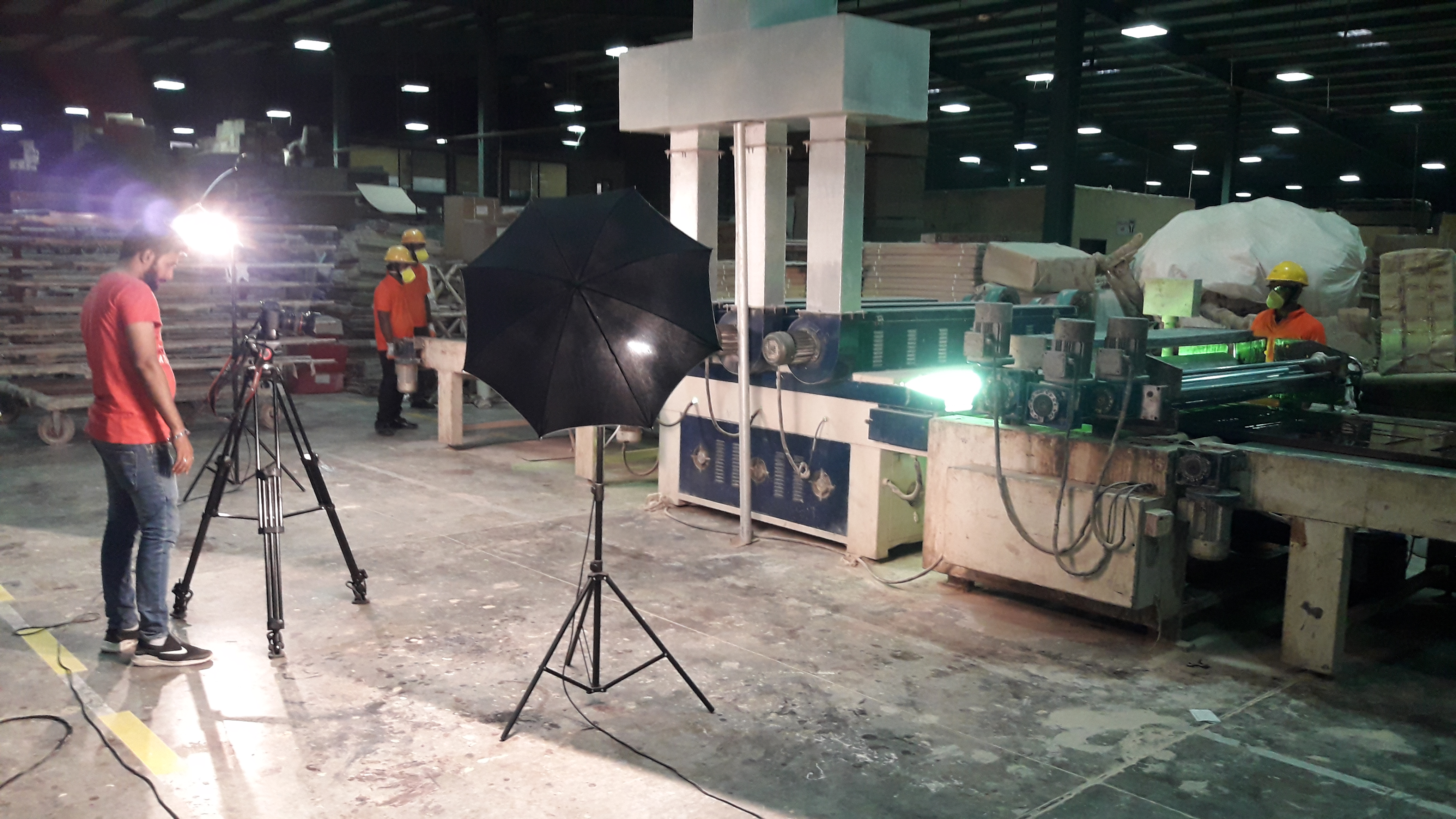
Phía sau hậu trường của một video ngành nghề